# Donkere tijgerpython
De donkere tijgerpython (Python bivittatus) is een slang uit de familie van pythons (Pythonidae). Het is een van de grootste slangen ter wereld. De donkere tijgerpython komt voor in Zuidoost-Azië en is geclassificeerd als kwetsbaar. Tot 2009 werd de donkere tijgerpython gezien als ondersoort van de tijgerpython, maar nu wordt hij als aparte soort gezien.

## Beschrijving
De donkere tijgerpython is een donker gekleurde, niet-giftige slang met veel bruine vlekken omzoomd door zwart op de rug. In het wild worden donkere tijgerpythons meestal 5 m lang, terwijl exemplaren van meer dan 7 meter niet bevestigd zijn. Deze soort is seksueel dimorf in grootte; vrouwtjes zijn gemiddeld slechts iets langer, maar aanzienlijk zwaarder en omvangrijker dan de mannetjes. Bijvoorbeeld, lengte-gewicht vergelijkingen bij donkere tijgerpythons in gevangenschap voor individuele vrouwtjes hebben aangetoond: bij een lengte van 3,47 m woog een exemplaar 29 kg, een exemplaar van iets meer dan 4 m woog 36 kg, een exemplaar van 4,5 m woog 40 kg, en een exemplaar van 5 m woog 75 kg. Ter vergelijking, lengte-gewicht vergelijkingen voor mannetjes leverden op: een exemplaar van 2,8 m woog 12 kg, 2,97 m woog 14,5 kg, een exemplaar van 3 m woog 7 kg, en een exemplaar van 3,05 m woog 18,5 kg. Over het algemeen zijn individuen langer dan 5 m zeldzaam. 
Het record voor de maximale lengte van een donkere tijgerpython is 5,79 m en werd op 10 juli 2023 gevangen in het Big Cypress National Preserve in Zuid-Florida. Wijdverspreide gepubliceerde gegevens van exemplaren die enkele meters langer zouden zijn geweest, zijn niet geverifieerd. Bij haar dood was een donkere tijgerpython met de naam “Baby” met 182,8 kg de zwaarste slang die op dat moment ter wereld werd gemeten, veel zwaarder dan welke wilde slang dan ook. Haar lengte werd gemeten op 5,74 m rond 1999. De minimumlengte voor volwassen dieren is 2,35 m. Dwergvormen komen voor op Java, Bali en Sulawesi, met een gemiddelde lengte van 2 m op Bali en een maximum van 2,5 m op Sulawesi. Wilde exemplaren zijn gemiddeld 3,7 m lang, maar er zijn exemplaren bekend die 5,79 m kunnen bereiken.

### Ziekten
Zowel in hun inheemse als in hun invasieve verspreidingsgebied lijden ze aan Raillietiella orientalis (een parasitaire pentastoomziekte).

## Verspreidingsgebied en leefgebied
De donkere tijgerpython komt voor in Zuidoost- en Zuid-Azië: in het oosten van India, zuidoosten van Nepal, westen van Bhutan, zuidoosten van Bangladesh, Myanmar, Thailand, Laos, Cambodja, Vietnam, noorden van continentaal Maleisië, zuiden van China (Fujian, Jiangxi, Guangdong, Hainan, Guangxi en Yunnan). De soort komt ook voor in Hongkong en in Indonesië op Java, zuidelijk Sulawesi, Bali en Sumbawa. 
De slang is een zeer goede zwemmer en heeft een permanente waterbron nodig. De donkere tijgerpython leeft in graslanden, moerassen, draslanden, rotsachtige heuvels, bossen, riviervalleien en oerwouden met open plekken. Deze python is een goede klimmer en heeft een grijpstaart. De donkere tijgerpython kan tot 30 minuten in water blijven, maar blijft meestal op het land. 
De donkere tijgerpython is een invasieve soort in Florida, met name in de Everglades. De populatie is ontstaan uit een groep ontsnapte pythons die als huisdier werden gehouden.

## Gedrag
Donkere tijgerpythons zijn voornamelijk nachtactieve bewoners van het regenwoud. Als ze jong zijn, voelen ze zich net zo thuis op de grond als in bomen, maar naarmate ze dikker worden, hebben ze de neiging om zich voornamelijk op de grond te bewegen. Het zijn ook uitstekende zwemmers, die wel een half uur onder water kunnen blijven. Donkere tijgerpythons brengen het grootste deel van hun tijd door verborgen in het kreupelhout. In de noordelijke delen van zijn verspreidingsgebied kan de donkere tijgerpython tijdens het koude seizoen enkele maanden in een holle boom, een gat in de rivieroever of onder rotsen overwinteren: brumatie. Brumatie is biologisch verschillend van een winterslaap. Hoewel het gedrag vergelijkbare voordelen heeft, omdat het organismen in staat stelt de winter door te komen zonder zich te verplaatsen, houdt het ook in dat zowel de mannelijke als de vrouwelijke voortplantingsorganen worden voorbereid op het komende broedseizoen. De populatie in Florida maakt ook een brumatie door.
Ze hebben de neiging om solitair te zijn en zijn meestal alleen in paren te vinden als ze paren. Donkere tijgerpythons broeden in het vroege voorjaar. Vrouwtjes leggen legsels van 12-36 eieren in maart of april. Ze blijven bij de eieren tot ze uitkomen, wikkelen zich eromheen en trekken hun spieren zo dat de omgevingstemperatuur rond de eieren met enkele graden stijgt. Zodra de jongen hun eitand gebruiken om zich een weg uit hun ei te snijden, wordt er geen verdere moederlijke zorg meer gegeven. De pas uitgekomen baby's blijven vaak in hun eieren tot ze klaar zijn om hun eerste vervelling te voltooien, waarna ze op jacht gaan naar hun eerste maaltijd.

### Parthenogenese
De donkere tijgerpython kan zich in gevangenschap ongeslachtelijk voortplanten. De nakomelingen zijn klonen van hun moeder en de voortplanting lijkt te verlopen via een parthenogenetisch mechanisme dat een wijziging van het meioseproces inhoudt.

## Dieet

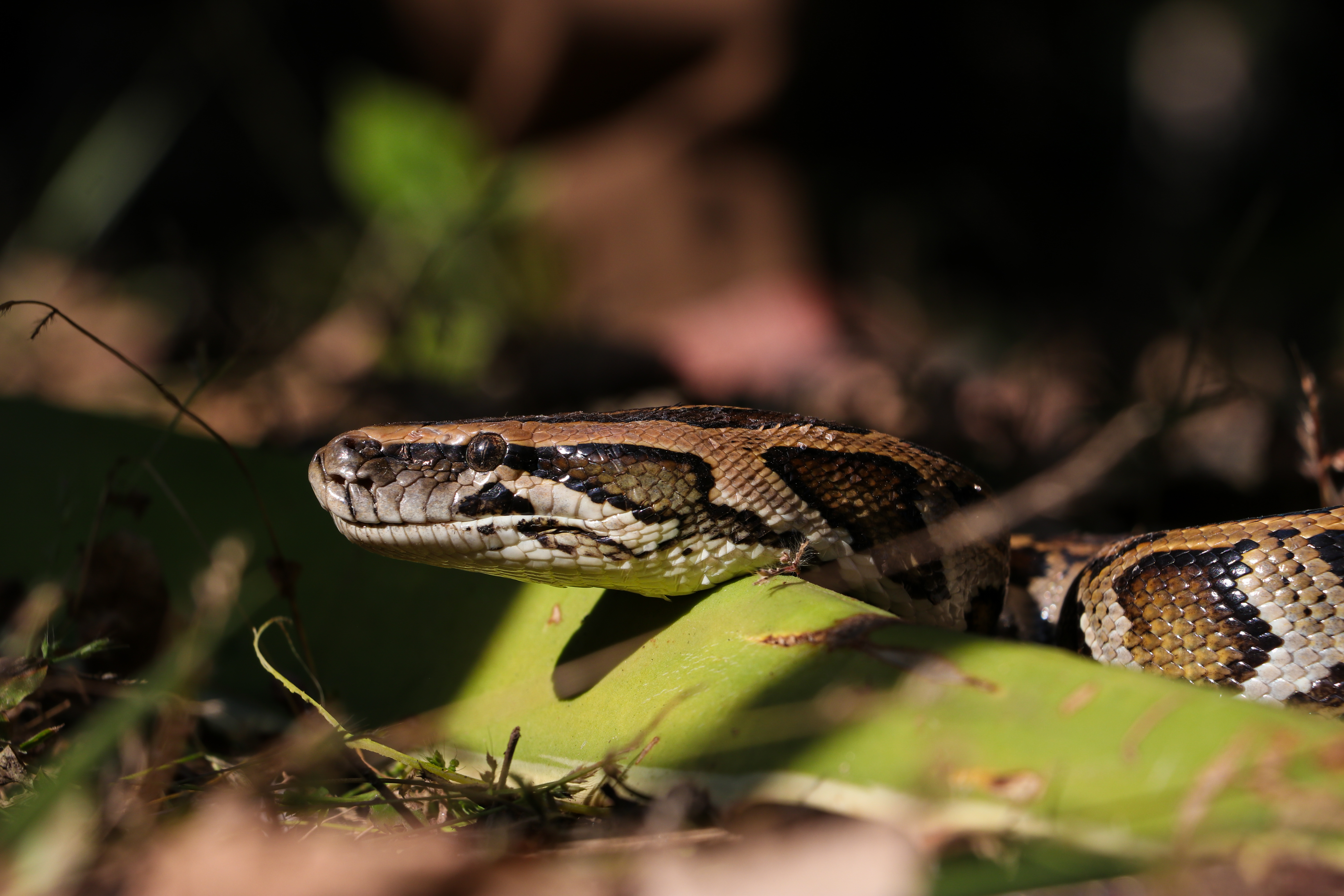
Een donkere tijgerpython in het Nationaal Park Bardiya, Nepal.

Zoals alle slangen is de donkere tijgerpython een carnivoor. Zijn dieet bestaat voornamelijk uit vogels en zoogdieren, maar ook amfibieën en reptielen. Het is een zit-en-wacht roofdier, wat betekent dat hij het grootste deel van zijn tijd relatief stil blijft zitten, wacht tot de prooi nadert en dan snel toeslaat. De slang grijpt een prooidier met zijn scherpe tanden en wikkelt dan zijn lichaam om het dier om het te doden door wurging. De python slikt zijn prooi dan in zijn geheel door. Hij wordt vaak aangetroffen in de buurt van menselijke bewoning vanwege de aanwezigheid van ratten, muizen en ander ongedierte als voedselbron. Omdat hij echter evenveel affiniteit heeft met gedomesticeerde vogels en zoogdieren, wordt hij vaak als plaagdier behandeld. In gevangenschap bestaat zijn dieet voornamelijk uit in de handel verkrijgbare ratten van de juiste grootte, waarbij hij naarmate hij groter wordt overgaat op grotere prooien zoals konijnen en gevogelte. Als invasieve soort in Florida eten donkere tijgerpythons voornamelijk een verscheidenheid aan kleine zoogdieren, waaronder vossen, konijnen en wasberen. Door hun hoge predatieniveau zijn ze betrokken bij de achteruitgang en zelfs verdwijning van veel zoogdiersoorten. In hun invasieve verspreidingsgebied eten pythons ook vogels en soms andere reptielen. Uitzonderlijk grote pythons kunnen zelfs groter voedsel nodig hebben, zoals varkens of geiten, en het is bekend dat ze in Florida alligators en volwassen herten hebben aangevallen en opgegeten.

### Spijsvertering
De spijsverteringsreactie van donkere tijgerpythons op zulke grote prooien heeft hen tot een modelsoort voor spijsverteringsfysiologie gemaakt. De zit-en-wacht jachtstijl wordt gekenmerkt door lange vastenperiodes tussen de maaltijden, waarbij donkere tijgerpythons meestal om de maand of twee eten, maar soms wel 18 maanden vasten. Omdat het onderhouden van de spijsverteringsweefsels veel energie kost, worden ze tijdens het vasten verminderd om energie te besparen wanneer ze niet worden gebruikt. Een vastende python heeft een verminderd maagvolume en zuurtegraad, een verminderde darmmassa en een 'normaal' hartvolume. Na het eten van een prooi ondergaat het hele spijsverteringsstelsel een enorme hermodellering, met een snelle hypertrofie van de darmen, de productie van maagzuur en een toename van 40% in de massa van de hartkamer om het verteringsproces van brandstof te voorzien. Tijdens de spijsvertering stijgt ook het zuurstofverbruik van de slang drastisch, met de grootte van de maaltijd stijgt het met 17 tot 40 keer de rustsnelheid. Deze dramatische toename is het gevolg van de energetische kosten van het opnieuw opstarten van veel aspecten van het spijsverteringssysteem, van het opnieuw opbouwen van de maag en dunne darm tot het produceren van zoutzuur dat in de maag wordt afgescheiden. De productie van zoutzuur is een belangrijke component van de energetische kosten van de spijsvertering, omdat het verteren van hele prooidieren vereist dat het dier wordt afgebroken zonder het gebruik van tanden, hetzij om te kauwen of in kleinere stukken te scheuren. Om dit te compenseren beginnen donkere tijgerpythons, zodra het voedsel is opgenomen, grote hoeveelheden zuur te produceren om de maag zuur genoeg te maken om het voedsel te veranderen in een halfvloeibare vloeistof die kan worden doorgegeven aan de dunne darm en de rest van het verteringsproces kan ondergaan.
De energiekosten zijn het hoogst in de eerste paar dagen na het eten, wanneer deze regeneratieve processen het meest actief zijn, wat betekent dat donkere tijgerpythons vertrouwen op de bestaande voedsel-energie-opslag om een nieuwe maaltijd te verteren. Over het algemeen duurt het hele verteringsproces van voedselinname tot ontlasting 8-14 dagen.

## Bescherming
De donkere tijgerpython staat op CITES Appendix II. Hij staat sinds 2012 op de Rode Lijst van de IUCN als kwetsbaar, omdat de wilde populatie in het eerste decennium van de 21e eeuw naar schatting met minstens 30% is afgenomen door verlies van habitat en overoogst.
Om de populatie van de donkere tijgerpython in stand te houden, beveelt de IUCN aan om de natuurbeschermingswetgeving en -handhaving op nationaal en internationaal niveau uit te breiden om het oogsten in het inheemse verspreidingsgebied van de slang te verminderen. De IUCN beveelt ook aan om meer onderzoek te doen naar de ecologie van de populatie en de bedreigingen. In Hongkong is de slang een beschermde diersoort onder Wild Animals Protection Ordinance Cap 170. Ze is ook beschermd in Thailand, Vietnam, China en Indonesië. Hij komt echter alleen nog algemeen voor in Hongkong en Thailand, met een zeldzame tot zeer zeldzame status in de rest van zijn verspreidingsgebied.

## In gevangenschap
Donkere tijgerpythons worden vaak verkocht als huisdier en zijn populair door hun aantrekkelijke kleur en ogenschijnlijk gemakkelijke aard. Ze groeien echter snel en kunnen meer dan 2,1 m lang worden in een jaar als ze voldoende gevoed worden. Dit kan echter gezondheidsproblemen veroorzaken in de toekomst. Tegen de tijd dat ze vier jaar oud zijn, hebben ze hun volwassen grootte bereikt, hoewel ze gedurende hun hele leven, dat meer dan 20 jaar kan bedragen, heel langzaam blijven groeien.
Hoewel de soort de reputatie heeft volgzaam te zijn, zijn het zeer krachtige dieren - in staat om ernstige beten toe te brengen en zelfs te doden door verwurging. Ze eten ook grote hoeveelheden voedsel en hebben door hun grootte grote, vaak op maat gemaakte, veilige verblijven nodig. Als gevolg daarvan worden sommige in het wild losgelaten en worden ze invasieve soorten die het milieu verwoesten. Daarom hebben sommige rechtsgebieden (waaronder Florida, vanwege de pythoninvasie in de Everglades) beperkingen opgelegd aan het houden van donkere tijgerpythons als huisdier. Overtreders kunnen een gevangenisstraf van meer dan zeven jaar krijgen of een boete van $500.000 als ze veroordeeld worden.
Donkere tijgerpythons zijn opportunistische eters; ze eten bijna altijd als er voedsel wordt aangeboden en doen vaak alsof ze honger hebben, zelfs als ze net gegeten hebben. Als gevolg hiervan worden ze vaak overvoerd, waardoor obesitas-gerelateerde problemen veel voorkomen bij donkere tijgerpythons in gevangenschap.
Net als de veel kleinere koningspython, staan donkere tijgerpythons bekend als gemakkelijke of timide wezens, wat betekent dat als ze goed verzorgd worden, ze zich gemakkelijk kunnen aanpassen aan het leven in de buurt van mensen.

### Omgang
Hoewel pythons meestal bang zijn voor mensen vanwege hun grote gestalte, en ze over het algemeen vermijden, is er toch speciale zorg nodig bij het hanteren. Gezien hun volwassen kracht is het meestal aan te raden om met meerdere mensen om te gaan (tot één persoon per meter slang). Sommige jurisdicties vereisen dat eigenaars een speciale vergunning hebben, en zoals bij elk wild dier dat in gevangenschap wordt gehouden, is het belangrijk om ze met het respect te behandelen dat een dier van deze grootte verdient.

### Variaties

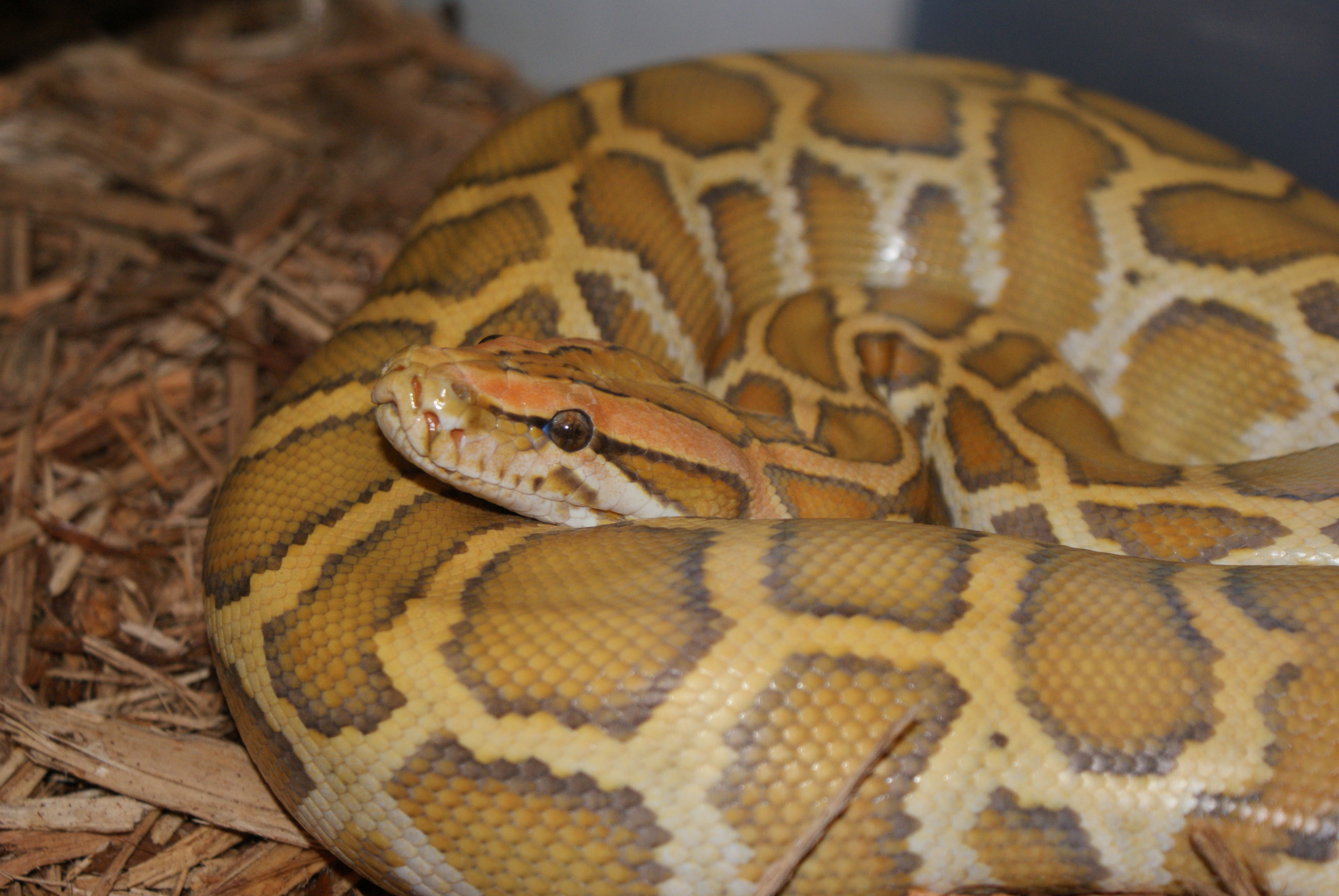
Een karamelkleurige python.

De donkere tijgerpython wordt vaak in gevangenschap gefokt op kleur, patroon en sinds kort ook op grootte. Vooral de amelanistische vorm is populair en is de meest algemeen verkrijgbare vorm. Deze vorm is wit met patronen in butterscotch geel en verbrand oranje. Er zijn ook “labyrint” exemplaren met doolhofachtige patronen, kakikleurig “groen” en “graniet” met veel kleine hoekige vlekken verkrijgbaar. Fokkers werken sinds kort met een eilandlijn van donkere tijgerpythons. Vroege rapporten geven aan dat deze dwerg donkere tijgerpythons een iets andere kleur en patroon hebben dan hun verwanten op het vasteland en niet veel langer worden dan 2,1 m. Een van de meest gezochte varianten is de leucistische donkere tijgerpython. Deze bijzondere variëteit is zeer zeldzaam, volledig helder wit zonder patroon en blauwe ogen, en werd pas in 2008/2009 in gevangenschap gereproduceerd als de homozygote vorm (door reptielenhouders “super” genoemd) van de co-dominante hypomelanistische eigenschap. De karamelkleurige donkere tijgerpython heeft een karamelkleurig patroon met “melkchocolade” ogen.